# Jan Stanisław Krasnodębski

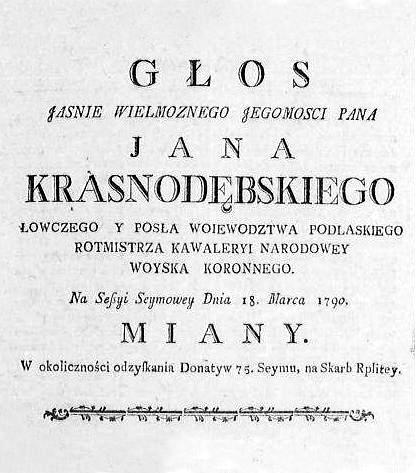
Mowy sejmowe Jana Stanisława Krasnodębskiego na Sejmie Wielkim

Jan Stanisław Krasnodębski herbu Krzywda (ur. 1751 w Jabłonnie Lackiej, zm. 22 kwietnia 1800) – jedna z bardziej znanych postaci z rodu Krasnodębskich.

## Życiorys
Wnuk Kazimierza Władysława Krasnodębskiego Podstolego Podlaskiego w latach 1699–1713, Instygatora Koronnego Stanisława Leszczyńskiego 1708 r. (nominacja nie doszła do skutku), Sędziego Grodzkiego Drohickiego 1713–1727, ożenionego z Ossolińską. Syn Józefa Krasnodębskiego.
W 1779 uzyskał godność Łowczego Podlaskiego. Był deputatem z ziem ciechanowskiej i zakroczymskiej województwa mazowieckiego na Trybunału Głównego Koronnego w Piotrkowie w 1782 roku.
Rotmistrz kawalerii narodowej, dowódca 8. Chorągwi w II Małopolskiej Brygadzie Kawalerii Narodowej Jana Potockiego w 1791 r. i 1792 r.
Poseł na Sejm Wielki Czteroletni z ziemi drohickiej w 1788 roku. W Archiwum Głównym Akt Dawnych zachowały się jego mowy sejmowe z tego okresu. Po akcesie króla Stanisława Augusta Poniatowskiego, przystąpił do Konfederacji Targowickiej. Poseł Liwski na ostatni sejm I Rzeczypospolitej w Grodnie.
Jeden z głównych animatorów opozycji przeciwko posłowi rosyjskiemu Sieversowi i podpisaniu traktatów II Rozbioru Polski. Członek konfederacji grodzieńskiej w 1793 roku. Aresztowany na dzień przed "niemym" zatwierdzeniem przez sejm rozbioru na rzecz Prus. Jego chlubna działalność z tego okresu została upamiętniona w powieści J.I.Kraszewskiego pt. "Sceny Sejmowe, Grodno 1794" wydanej drukiem w Poznaniu w roku 1875.
Po ucieczce z aresztu przebywał w Puławach na dworze Czartoryskich. Mianowany przez Tadeusza Kościuszkę (po zatargu z władzami powstańczymi Warszawy nominacja została cofnięta)podlaskim Generał Majorem Ziemiańskim.
Ostatecznie został członkiem Komisji Porządkowej Drohickiej oraz Deputacji, członkiem Deputacji Komisyjnej Porządkowej Liwskiej, potem członkiem Sądu Kryminalnego Księstwa Mazowieckiego.
Po upadku Insurekcji przebywał we Lwowie, gdzie przez władze konspiracji przeznaczony był na dowodzącego akcją powstańczą w tym mieście. Przez jakąś nieostrożność Krasnodębskiego, policja austriacka poznała plany powstańcze. Aresztowania zakończyły spisek anty zaborczy.
Potrzebując pieniędzy na działalność patriotyczną zastawił dobra rodowe w Jabłonnie Lackiej u Łukasza Turskiego.
Zapisy o zwrocie pożyczki Turskiemu, stanowią jeden z dwóch dowodów przytoczonych przez Aleksandra Włodarskiego w opracowaniu "Krasnodębscy Herbu Krzywda" na herb Krzywda jako prawidłowy herb którym pieczętowali się Krasnodębscy.
Jan Stanisław Krasnodębski zmarł bezpotomnie w roku 1800 i został pochowany z wszelkim honorami w drewnianym kościele w Jabłonnie. Dobra Jabłonna Lacka przejęła jego siostra Brygida, żonę Wojciecha Kosińskiego, podstolego podlaskiego.